# 望月絹子
望月 絹子（もちづき きぬこ、Kinuko Mochizuki, 1999年4月14日 - ）は、日本の女性競泳選手である。

## 経歴・人物
静岡県静岡市出身。静岡市立清水高部小学校、静岡市立清水第六中学校、静岡市立清水桜が丘高等学校を経て神奈川大学人間科学部・人間科学科3年在学中。
地元の「とこはスイミングスクール」にて水泳を始める。中学校時代は2014年の第54回全国中学校水泳競技大会・女子400m自由形で2位という成績を残す。
高等学校時代は2017年（高校3年次）の日本高等学校選手権水泳競技大会（インターハイ）女子200m自由形にて2位となった。
2018年に神奈川大学に進学。1年・2年次を経て、2020年に大学3年になってから急成長し、第96回日本学生選手権水泳競技大会（インターカレッジ）女子400m自由形では優勝した小堀倭加（日本大学）にあと僅かと迫る2位に入賞するなど活躍、神奈川大学初の大会総合優勝の立役者のひとりとなった。そして12月の第96回日本選手権水泳競技大会では400m自由形ではインカレで敗れた小堀に雪辱する4分8秒43のタイムで大会初優勝を飾ると、続く800m自由形でも8分32秒68のタイムで優勝して二冠を獲得した。